# Condado de Livingston (Nova Iorque)
O Condado de Livingston é um dos 62 condados do Estado americano de Nova Iorque. A sede do condado é Geneseo, e sua maior cidade é Geneseo. O condado possui uma área de 1 659 km²(dos quais 22 km² estão cobertos por água), uma população de 64 328 habitantes, e uma densidade populacional de 39 hab/km² (segundo o censo nacional de 2000). O condado foi fundado em 1821.